# Jost Schömann-Finck
Jost Schömann-Finck (Zell, 8 de octubre de 1982) es un deportista alemán que compitió en remo.
Ganó seis medallas en el Campeonato Mundial de Remo entre los años 2006 y 2014, y dos medallas en el Campeonato Europeo de Remo entre los años 2009 y 2010.

## Palmarés internacional
| Campeonato Mundial | Campeonato Mundial          | Campeonato Mundial | Campeonato Mundial        |
| Año                | Lugar                       | Medalla            | Prueba                    |
| ------------------ | --------------------------- | ------------------ | ------------------------- |
| 2006               | Eton (Reino Unido)          | Medalla de plata   | Ocho con timonel ligero   |
| 2007               | Múnich (Alemania)           | Medalla de plata   | Ocho con timonel ligero   |
| 2009               | Poznań (Polonia)            | Medalla de oro     | Cuatro sin timonel ligero |
| 2010               | Cambridge (Nueva Zelanda)   | Medalla de oro     | Ocho con timonel ligero   |
| 2012               | Plovdiv (Bulgaria)          | Medalla de oro     | Ocho con timonel ligero   |
| 2014               | Ámsterdam (Países Bajos)    | Medalla de plata   | Cuatro scull ligero       |
| Campeonato Europeo |                             |                    |                           |
| Año                | Lugar                       | Medalla            | Prueba                    |
| 2009               | Brest (Bielorrusia)         | Medalla de plata   | Cuatro sin timonel ligero |
| 2010               | Montemor-o-Velho (Portugal) | Medalla de oro     | Cuatro sin timonel ligero |